# Округ Бекам (Оклахома)
Бекам (енгл. Beckham County) је округ у америчкој савезној држави Оклахома.

## Демографија
По попису из 2010. године број становника је 22.119, што је 2.32 (11,7%) становника више него 2000. године.
| Група             | 2000.          | 2010.          |
| Белци             | 16.760 (84,7%) | 17.459 (78,9%) |
| Афроамериканци    | 1.098 (5,5%)   | 876 (4,0%)     |
| Азијати           | 81 (0,4%)      | 178 (0,8%)     |
| Хиспаноамериканци | 1.079 (5,4%)   | 2.619 (11,8%)  |
| Укупно            | 19.799         | 22.119         |